# Эдвин ап Хивел
Эдвин ап Хивел — король Дехейбарта в 950-954 гг.

## Биография
Сын Хивела ап Каделла. 
После смерти Хивела в 950 году Дехейбарт был поделён между Эдвином ап Хивелом и его братьями, Родри ап Хивелом и Оуайном ап Хивелом. Сыновья не смогли сдержать натиск королей Гвинеда, Хивела ап Йевава и Иаго ап Идвала, которые нанесли им сокрушительные поражения. 
В 952 году Иаго и Йевав вторглись в Дехейбарт, дойдя до Диведа. Сыновья ответили ответным вторжением в 954 году, достигнув долины Конви до поражения в битве при Лланвурсте, после которой отступили в Кередигион. Его братья Дивнуал и Родри, согласно Хронике Принцев Уэльса, умерли в 951 году.
Эдвин ап Хивел умер в 952 году. После его смерти Дехейбартом стал единолично править Оуайн ап Хивел.